# Cosmic Tones for Mental Therapy
Cosmic Tones for Mental Therapy ist ein Jazzalbum von Sun Ra and His Myth Science Arkestra. Die 1963 entstandenen Aufnahmen erschienen 1967 als Langspielplatte auf El Saturn Records, als Compact Disc 1992 (gekoppelt mit Art Forms of Dimensions Tomorrow) bei Evidence Records. 2014 wurden die Aufnahmen in einer erweiterten und restaurierten Form bei Enterplanetary Konzepts wiederveröffentlicht.

## Hintergrund
Die meisten Tracks dieses Albums wurden im Tip Top Club in Brooklyn aufgenommen, wo Schlagzeuger Tommy „Bugs“ Hunter mit Sarah McLawlers Trio auftrat. Ra spielt ungewöhnlicherweise eine Hammond B-3, da der Keyboarder des Trios eine solche Hammondorgel auf der Bühne stehen hatte, die Ra zur Verfügung stand. Andere Tracks wurden im Choreographers’ Workshop in Manhattan aufgenommen, wo das Arkestra regelmäßig von 1962 bis 1964 probte. Auf diesen Stücken spielt Ra Clavioline und „kosmische“ Rahmentrommel.
Das Album – oder zumindest sein Titel – könnte entstanden sein, als Sun Ras Manager Alton Abraham eine Aufführung für Patienten in einer psychiatrischen Einrichtung in Chicago arrangierte, schrieb Irwin Chusid in den Liner Notes. Der Biograf John Szwed beschreibt in seiner Sun-Ra-Biographie Space Is the Place die Szene:
„Die Gruppe von Patienten, die sich für dieses frühe Experiment in der Musiktherapie versammelt hatte, umfasste Katatoniker und schwere Schizophrene, aber Sunny ging den Job wie jeder andere an und machte keine Zugeständnisse in seiner Musik. Während er spielte, erhob sich eine Frau, von der gesagt wurde, dass sie sich jahrelang nicht bewegt oder gesprochen hatte, vom Boden, ging direkt zu seinem Klavier und rief: ‚Nennen Sie das Musik?‘ Sunny war begeistert von ihrer Antwort und erzählte die Geschichte noch Jahre später als Beweis für die heilende Kraft der Musik.“
Die beiden ersten Stücke, „And Otherness“ und „Thither and Yon“, wurden im Choreographer’s Workshop aufgenommen. „Adventure Equation“, „Moon Dance“ und „Voice of Space“ wurden Berichten zufolge um 10 Uhr morgens im Tip Top Club in Brooklyn aufgenommen, außerhalb der Öffnungszeiten des Clubs, was Tommy „Bugs“ Hunter ermöglichte, der dort nachts auftrat. Die Akustik bei diesen Stücken ist ad hoc, so Chusid, bei „Adventure Equation“ klingelt in zwei Passagen das Clubtelefon. Die Reverb-Übersteuerung bei „Thither and Yon“ und „Voice of Space“ war das Werk von Hunter, der die Kabel seines Ampex 602-Tonbandgeräts zusammensteckte und das Echo durch Anpassen der Ausgangslautstärke steuerte.
Die Arkestra-Saxophonisten John Gilmore und Marshall Allen sind bei diesen Sessions anwesend, spielen aber abweichend jeweils Bassklarinette und Oboe, während das Saxophon von Pat Patrick und dem Newcomer Danny Davis abgedeckt wird. Sun Ra spielt Clavioline und Schlagzeug (wie auch andere), aber kein Piano. Das Arkestra spielt hier selten im Ensemble-Modus, sondern abwechselnd in kleineren Konfigurationen. Auf dem Track „Moon Dance“ spielt Sun Ra auf der Hammond B-3-Orgel des Tip Top Club.
Die verzerrten Saxophonpassagen auf „And Otherness“ existieren in diesem Zustand auf dem Masterband. Diese Artefakte konnten bei der Restaurierung nicht entfernt werden, ohne die dokumentierte Leistung zu verändern. Bei Cosmic Tones sei dies jedoch möglicherweise ein Feature und kein Fehler, so Irwin Chusid.
„Twilight“, eine bisher unveröffentlichte Aufnahme, die möglicherweise aus dem Tip-Top Club stammt, ist durch erhebliches Rauschen beeinträchtigt, möglicherweise durch schlechte Lagerung, Bandverschlechterung oder unterdurchschnittliche Aufnahmebedingungen. Der Titel ist möglicherweise auf einer obskuren Saturn-Veröffentlichung erschienen oder als Demo, da das Oberflächenrauschen wie eine schlechte Vinylpressung oder ein Acetatschnitt klingt. Die Instrumentierung klingt wie Celeste, Oboe, Waldhorn und Percussion. Sunny hatte im Laufe der Jahre nur zwei reguläre Waldhornisten, und Vincent Chancey war zu dieser Zeit noch nicht in der Band, was auf Robert Northern als einzige andere Möglichkeit schließen lasse, was den Track auf Ende 1964 oder Anfang 1965 datieren würde.

## Titelliste
- Sun Ra and His Myth Science Arkestra: Cosmic Tones for Mental Therapy (Saturn Research SR-408)[3]

A1 And Otherness

A2 Thither and Yon

A3 Adventure-Equation

B1 Moon Dance

B2 Voice of Space
- Sun Ra and His Myth Science Arkestra: Cosmic Tones for Mental Therapy (Enterplanetary Konzepts)

1. And Otherness 5:10
2. Thither and Yon 4:06
3. Adventure Equation 8:26
4. Moon Dance 6:38
5. Voice of Space 7:45
6. Twilight (Previously Unreleased) 2:02

Die Kompositionen stammen von Sun Ra.

## Rezeption

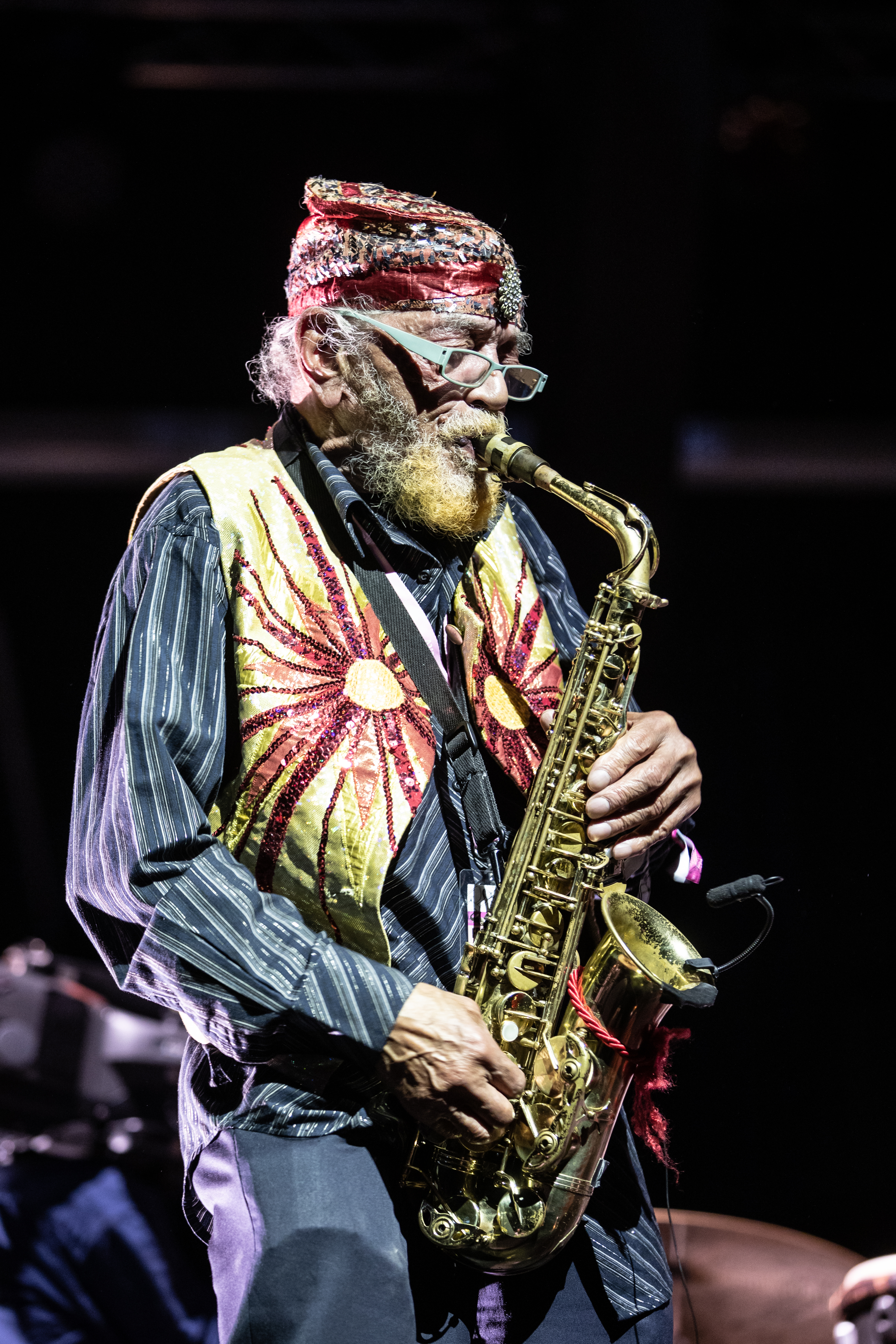
Marshall Allen beim Moers Festival 2019

Sun Ra begann von Anfang an, kosmische Bilder für seine Musik zu verwenden und beschwor Planeten, Kometen und andere Himmelskörper in seinen Titeln herauf, schrieb Andy Beta in Vulture. Aber Cosmic Tones for Mental Therapy sei eines der ersten Alben gewesen, das tatsächlich „wie ein von einem anderen Planeten ausgestrahltes Signal“ klang. Mit einer kleinen Gruppe aufgenommen, würden, John Gilmores Bassklarinette und Marshall Allens Oboe eine fremde Sprache sprechen, wenn sie sich mit Ras Hammond B-3-Orgel und Clavioline auseinandersetzen. Zur Räumlichkeit des Klangs dieser Session trage auch bei, dass der größte Teil der Handperkussion durch eine Palette von Echos und Reverbs geführt werde. Während also die Holzblasinstrumente wie etwas aus dem Weltraum klingen, seien die Trommeln so etwas wie „ein Echo aus dem tiefsten Afrika“. So abstrakt es auch werden mag, der sehnige Rhythmus von „Moon Dance“ sei ungefähr so groovig, wie Sun Ra und seine Band aus dem All es jemals waren.
Dies sei eine der berüchtigtsten frühen New Yorker Veröffentlichungen des Künstlers, notierte Irwin Chusid, der Co-Produzent der Neuausgabe in den Liner Notes. Es verwerfe bestehende Vorstellungen von Jazz fast vollständig zugunsten von dirigiertem Chaos und biete eine Vorlage für das Unbekannte; [möglicherweise] therapeutisch für einige, ein Elektroschock für andere. In seiner säurehaltigen Abstraktheit nehme Cosmic Tones die äußeren Dimensionen der psychedelischen Musik um einige Jahre vorweg und lasse einige der wilderen Studio-Eskapaden von Frank Zappa und den Mothers of Invention erahnen. Obwohl der größte Teil des Albums ein unzusammenhängender Improvisationsteppich sei, zeige „Adventure Equation“ rhythmische Kohärenz, ebenso wie „Moon Dance“, eine unbeschwerte Übung in „Latin Voodoo“ mit einem Groove, der nicht aufhöre.
Richard Cook und Brian Morton zeichneten das Album in The Penguin Guide to Jazz in der Evidence-Faddung (gekoppelt mit „Art Forms of Dimensions Tomorrow“) mit vier Sternen aus.
Nach Ansicht von Edwin Pouncey (Jazzwise) hatte Sun Ra zum Zeit dieser Aufnahmen musikalisch neue Entdeckungen gemacht, mit denen er nur wenige Jazz-Liebhaber „bequem an Bord nehmen konnte“. Jenseits der wildesten Improvisationsexzesse von John Coltrane und Eric Dolphy sei Cosmic Tones for Mental Therapy eine Art „psychedelische Jazzmusik“ gewesen, noch bevor dieser Begriff in den Windschatten der Medien gelangt war. Bewaffnet mit solch exotischen Perkussionsinstrumenten und seiner Orgel – zusammen mit einer Weltraum-artigen Echo-Behandlung, durch die der größte Teil der Musik geleitet wurde – hätten Ra und sein Arkestra die äußeren Grenzen der kosmischen Improvisation erforscht und mit einem Album zurückgekehrt, das die Hörer dazu einlade, sein musikalisches Ich zu entdecken.
In All About Jazz zählte Chris May Cosmic Tones for Mental Therapy zu Sun Ras zehn besten afrofuturistischen Alben. Das Wort „psychedelisch“ wurde seit Mitte der 1950er Jahre verwendet, musste aber noch auf die Musik angewendet werden, als Cosmic Tones For Mental Therapy 1963 aufgenommen wurde. Als es 1967 veröffentlicht wurde, war dies natürlich nicht der Fall; der Sound sei es. Es erinnert an einige von La Monte Youngs zeitgenössische Arbeiten, das Ergebnis davon, dass Ra dem angehenden Elektroniker des Arkestra, Tommy Hunter, gestattete, die Session-Bänder massiv mit Hall und tonaler Verzerrung zu behandeln. Herausragend seien „Moon Dance“, in dem Ra die B-3 als Ur-Drum-Machine umfunktioniert, und „And Otherness“, wo sich sein Arrangement auf tiefe Register von Bernard Pettaways Bassposaune und John Gilmores und Robert Cummings‘ Bassklarinetten konzentriere. und „Thither and Yon“, wo Hunter Marshall Allens Oboe in Signale aus dem Weltraum verwandle.
Ron Wynn verlieh dem Album (in der CD-Ausgabe Cosmic Tones for Mental Therapy/Art Forms of Dimensions Tomorrow von 1992) in Allmusic drei Sterne und schrieb, es habe immer einige Kontroversen um Sun Ra gegeben, aber nur wenige seiner Alben hätten jemals mehr Diskussionen ausgelöst als Cosmic Tones for Mental Therapy. Ra spielte „Astro Space Organ“ und eine Reihe wirbelnder Töne, funkige Licks und schmetternde Rhythmen, unterstützt von John Gilmore an der Bassklarinette, Marshall Allen an der Oboe. Über Ras Arrangements, bei denen sich manchmal mehrere Bläser in den oberen Lagen duellierten, die von rauschenden Beats abgelenkt wurden, empörten sich diejenigen in der Jazz-Community, die [zu dieser Zeit] dachten, Eric Dolphy und John Coltrane hätten die Dinge bereits zu weit getrieben.